# Filmografia de Jessica Lange
A carreira da atriz estadunidense Jessica Lange abrange uma variedade de papéis no cinema e na televisão e teve início como coadjuvante no filme de aventura King Kong (1976), pelo qual ela recebeu seu primeiro Globo de Ouro na categoria Melhor Atriz Revelação. Em seguida, Lange co-estrelou o aclamado musica All That Jazz (1979), contracenando com Roy Scheider e Ann Reinking. 
Ao longo da década de 1980, Lange estrelou cerca de dez grandes produções de cinema, cinco das quais lhe renderam indicações ao Oscar e quatro ao Globo de Ouro, respectivamente. Lange dividiu as telas com Jack Nicholson no suspense erótico The Postman Always Rings Twice (1981) e com Dustin Hoffman na comédia satírica Tootsie (1982), num aclamado papel que rendeu-lhe várias indicações a prêmios do cinema. Nos anos seguintes, a atriz interpretou a consagrada atriz norte-americana Frances Farmer no drama biográfico Frances (1983), estrelou e co-produziu o drama Country (1984) e deu vida à cantora Patsy Cline no drama biográfico Sweet Dreams (1985). Ao lado de Diane Keaton e Sissy Spacek, Lange co-estrelou a comédia Crimes of the Heart (1986) e estrelou o suspense Music Box (1989). Neste mesmo período, a atriz teve sua estreia em teatro com a produção teatral de verão Angel on My Shoulder (1980) e deu início à sua carreira televisiva com o filme televisivo Cat on a Hot Tin Roof (1984). 
Ao longo da década seguinte, Lange interpretou diversas protagonistas em filmes de relativa aclamação crítica como Men Don't Leave (1990), O Pioneers! (1992), Blue Sky (1994), A Streetcar Named Desire (1995), A Thousand Acres (1997) e Titus (1999). Além de realizar sua única dublagem televisiva até o momento, Lange também reprisou seu papel como Blanche DuBois na versão teatral da peça de Williams em 1992. Na década de 2000, Lange declinou na carreira cinematográfica e passou a dedicar-se majoritariamente a trabalhos televisivos. Neste período, a atriz estrelou os filmes televisivos Normal (2003), Sybil (2007) e Grey Gardens (2009), recebendo duas indicações ao Globo de Ouro e um Prêmio Emmy. Além de Bonneville (2006), seu único papel protagonista durante a década de 2000, Lange atuou principalmente como elenco de apoio em diversas séries televisivas. 
Lange voltou à notoriedade a partir da década de 2010 ao estrelar a série de televisão antológica de horror American Horror Story (2011-2018), considerado um trabalho responsável por apresentar a atriz a uma nova geração de público. Nos anos seguintes, Lange atuou no drama romântico The Vow (2012), no suspense erótico In Secret (2013) e no filme policial The Gambler (2014), remake do filme policial homônimo de 1974. Suas atuações mais recentes incluem a websérie dramática Horace and Pete (2016) e o filme de comédia Wild Oats (2016). No teatro, Lange reprisou seu papel de 2000 em uma produção da Broadway de Long Day's Journey into Night, de Eugene O'Neill. Desde então, Lange reprisou seu papel como Constance Langdon em American Horror Story: Apocalypse (2018) e co-estrelou a série televisiva The Politician (2019).

## Cinema
| Ano  | Título                              | Papel              |
| ---- | ----------------------------------- | ------------------ |
| 1976 | King Kong                           | Dwan               |
| 1979 | All That Jazz                       | Angelique          |
| 1980 | How to Beat the High Cost of Living | Louise             |
| 1981 | The Postman Always Rings Twice      | Cora Papadakis     |
| 1982 | Tootsie                             | Julie              |
| 1982 | Frances                             | Frances Farmer     |
| 1984 | Country                             | Jewell Ivy         |
| 1985 | Sweet Dreams                        | Patsy Cline        |
| 1986 | Crimes of the Heart                 | Meg Magrath        |
| 1988 | Far North                           | Kate               |
| 1988 | Everybody's All-American            | Babs               |
| 1989 | Music Box                           | Ann Talbot         |
| 1990 | Men Don't Leave                     | Beth Macauley      |
| 1991 | Cape Fear                           | Leigh Bowden       |
| 1992 | Night and the City                  | Helen Nasseros     |
| 1994 | Blue Sky                            | Carly Marshall     |
| 1995 | Losing Isaiah                       | Margaret Lewin     |
| 1995 | Rob Roy                             | Mary               |
| 1997 | A Thousand Acres                    | Ginny Cook Smith   |
| 1998 | Hush                                | Martha Baring      |
| 1998 | Cousin Bette                        | Bette              |
| 1999 | Titus                               | Tamora             |
| 2001 | Prozac Nation                       | Sra. Wurtzel       |
| 2003 | Masked and Anonymous                | Nina Veronica      |
| 2003 | Big Fish                            | Sandra Bloom       |
| 2005 | Broken Flowers                      | Carmen             |
| 2005 | Don't Come Knocking                 | Doreen             |
| 2005 | Neverwas                            | Katherine Pierson  |
| 2006 | Bonneville                          | Arvilla Holden     |
| 2012 | The Vow                             | Rita Thornton      |
| 2013 | In Secret                           | Madame Raquin      |
| 2014 | The Gambler                         | Roberta            |
| 2016 | Wild Oats                           | Maddie             |
| 2022 | Marlowe                             | Dorothy Quincannon |
| 2024 | The Great Lillian Hall              | Lillian Hall       |
| 2025 | Long Day's Journey Into Night       | Mary Tyrone        |

## Televisão

### Atriz
| Ano       | Título                              | Papel                | Notas                               |
| --------- | ----------------------------------- | -------------------- | ----------------------------------- |
| 1984      | Cat on a Hot Tin Roof               | Maggie               | Telefilme                           |
| 1992      | O Pioneers!                         | Alexandra Bergson    | Telefilme                           |
| 1995      | A Streetcar Named Desire            | Blanche DuBois       | Telefilme                           |
| 1998      | Stories from My Childhood           | A Princesa Cisne     | Episódio: "The Tale of Tsar Saltan" |
| 2003      | Normal                              | Irma Applewood       | Telefilme                           |
| 2007      | Sybil                               | Dra. Cornelia Wilbur | Telefilme                           |
| 2009      | Grey Gardens                        | Big Edie             | Telefilme                           |
| 2011      | American Horror Story: Murder House | Constance Langdon    | 12 episódios                        |
| 2012-2013 | American Horror Story: Asylum       | Irmã Jude Martin     | 13 episódios                        |
| 2013-2014 | American Horror Story: Coven        | Fiona Goode          | 13 episódios                        |
| 2014-2015 | American Horror Story: Freak Show   | Elsa Mars            | 13 episódios                        |
| 2016      | Horace and Pete                     | Marsha               | 10 episódios                        |
| 2017      | Feud: Bette and Joan                | Joan Crawford        | 8 episódios                         |
| 2018      | American Horror Story: Apocalypse   | Constance Langdon    | 2 episódios                         |
| 2019      | The Politician                      | Dusty Jackson        | 8 episódios                         |
| 2024      | Feud: Capote vs. The Swans          | Lillie Mae Faulk     | 3 episódios                         |

### Produtora
| Ano  | Título                     | Notas       |
| ---- | -------------------------- | ----------- |
| 2017 | Feud: Bette and Joan       | 8 episódios |
| 2024 | Feud: Capote vs. The Swans | 4 episódios |

## Teatro
| Ano  | Título                        | Papel             | Notas    |
| ---- | ----------------------------- | ----------------- | -------- |
| 1992 | A Streetcar Named Desire      | Blanche DuBois    | Broadway |
| 2005 | The Glass Menagerie           | Amanda Wingfield  | Broadway |
| 2016 | Long Day's Journey into Night | Mary Cavan Tyrone | Broadway |
| 2024 | Mother Play                   | Phyllis           | Broadway |